# تراجع البوذية في شبه القارة الهندية

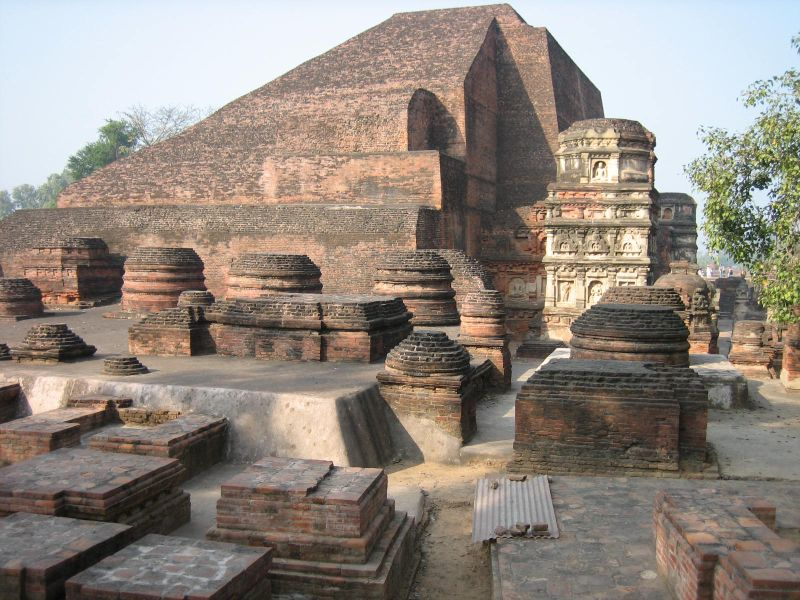

تراجع البوذية في شبه القارة الهندية يشير إلى العملية التدريجية لتضاؤل البوذية في الهند واستبدالها، والتي انتهت في القرن الثاني عشر تقريبًا. وفقًا للمؤلف لارس فوجلين، «لم يكن هذا حدثًا مفردًا، ولسبب مفرد؛ لقد كان عملية امتدت لعدة قرون».
يُعزى تراجع البوذية إلى عوامل مختلفة، خاصة إضفاء الطابع الإقليمي على الهند بعد سقوط إمبراطورية غوبتا (320-650 للميلاد)، الذي أدى إلى خسارة الرعاية والتبرعات مع تحوّل السلالات الهندية إلى خدمات البراهمة الهندوس. هناك عامل آخر يتجسّد في قيام مجموعات مختلفة مثل الهون والمغول الأتراك والفرس بغزو شمال الهند وتدمير المؤسسات البوذية مثل نالاندا والاضطهاد الديني. كانت المنافسة الدينية مع الهندوسية والإسلام في ما بعد عوامل مهمة أيضًا. يُعتقد أن قيام جنرال سلطنة دلهي محمد بن بختيار خلجي بأسلمة البنغال وهدم نالاندا وفيكراماسيلا وأودانتابوري قد أضعف بشدة ممارسة التعاليم البوذية في شرق الهند.
بلغ مجموع السكان البوذيين في عام 2010 في شبه القارة الهندية -باستثناء البوذيين في سريلانكا ونيبال وبوتان- نحو 10 ملايين نسمة، يعيش 7.2% منهم في بنغلاديش، و92.5% في الهند، و0.2% في باكستان.

## انتشار البوذية
انتشرت البوذية في شبه القارة الهندية خلال القرون التي تلت وفاة بوذا، خاصة بعد تلقي التأييد والدعم الملكي من الإمبراطورية الماورية في عهد أشوكا في القرن الثالث قبل الميلاد. انتشرت البوذية خارج حدود شبه القارة الهندية لتصل إلى آسيا الوسطى والصين.
لم تشهد فترة بوذا التحضّر فحسب، بل شهدت أيضًا بدايات ظهور الدول المركزية. اعتمد التوسع الناجح للبوذية على الاقتصاد المتنامي في ذلك الوقت، إلى جانب التنظيم السياسي المركزي القادر على التغيير.
انتشرت البوذية عبر الهند القديمة واستمر دعم الأنظمة الإقليمية المختلفة حتى الألفية الأولى قبل الميلاد. أدى توطيد التنظيم الرهباني إلى جعل البوذية مركز الحياة الدينية والفكرية في الهند. بنى بوشياميترا، أول حاكم من سلالة شونغا، ستوبا بوذية كبيرة في سانشي في عام 188 قبل الميلاد. لدى سلالة كانفا اللاحقة أربعة ملوك بوذيين.

## سلالة غوبتا (من القرن الرابع وحتى السادس)

### التطورات الدينية
خلال حكم سلالة غوبتا (من القرن الرابع وحتى القرن السادس)، أصبحت بوذية الماهايانا شعائرية أكثر، بينما اعتُمدت الأفكار البوذية في المدارس الهندوسية. طُمست الاختلافات بين البوذية والهندوسية، وأصبحت الفيشنوية والشيفاوية والتقاليد الهندوسية الأخرى شائعة بشكل متزايد، في حين طوّر البراهمة علاقة جديدة مع الدولة. مع تنامي النظام، فقدت الأديرة البوذية السيطرة تدريجيًا على عائدات الأراضي. بالتوازي مع ذلك، بنى ملوك غوبتا المعابد البوذية مثل تلك الموجودة في كوشينغار، والجامعات الرهبانية مثل تلك الموجودة في نالاندا، كما يتّضح من السجلات التي تركها ثلاثة زوار صينيين للهند.

### غزوات الهون (القرن السادس)
بدأ الرهبان الصينيون الذين سافروا عبر المنطقة بين القرنين الخامس والثامن، مثل فاسيان، وتشيونتسانغ، ويجينغ، وهوي شينغ، وسونغ يون، بالحديث عن تراجع السانغا البوذية في الأجزاء الشمالية الغربية من شبه القارة الهندية، خاصة في أعقاب غزو الهون القادمين من آسيا الوسطى في القرن السادس الميلادي. كتب تشيونتسانغ أن شعب الهون حوّل العديد من الأديرة في شمال غرب الهند إلى أطلال.
قمع حاكم الهون ميهيراكولا، الذي حكم منذ عام 515 ميلادي المنطقة الشمالية الغربية (أفغانستان الحديثة، وباكستان، وشمال الهند)،  البوذية أيضًا. فعل ذلك بتدمير الأديرة البعيدة مثل براياغ في العصر الحديث. هزم الحاكم ياشودهارما وإمبراطور غوبتا حملة ميهيراكولا وأنهيا عصر ميهيراكولا، في عام 532 ميلادي وبعده تقريبًا.
وفقًا لبيتر هارفي، تعافى الدين ببطء من هذه الغزوات خلال القرن السابع، مع «بقاء البوذية في جنوب باكستان قوية». شهدت فترة حكم سلالة بالا (منذ القرن الثامن وحتى القرن الثاني عشر) تعافي البوذية في شمال الهند بفضل الدعم الملكي من الحكام الذين دعموا مختلف المراكز البوذية مثل نالاندا. بحلول القرن الحادي عشر، ضعف حكم إمبراطورية بالا.

## التغيير الاجتماعي السياسي والمنافسة الدينية
أدت أقلمة الهند بعد سقوط إمبراطورية غوبتا (320-650 ميلادي) إلى فقدان الرعاية والتبرعات. لُخّصت وجهة النظر السائدة عن تراجع البوذية في الهند من خلال دراسة أ. ل. باشام الكلاسيكية التي تناقش أن السبب الرئيسي كان ظهور دين هندوسي قديم مرة أخرى، «الهندوسية»، ركز على عبادة الآلهة مثل شيفا وفيشنو وأصبح أكثر شيوعًا بين عامة الناس، في حين أصبحت البوذية، كونها تركز على حياة الدير، منفصلة عن الحياة العامة وطقوسها الحياتية التي تُركت جميعها لبراهمة الهندوس.

### المنافسة الدينية
كان ظهور أشكال جديدة للهندوسية (وبدرجة أقل اليانية) عنصرًا رئيسيًا لتراجع البوذية في الهند، لا سيما من ناحية تناقص الدعم المالي للأديرة البوذية من العامّة والملوك. وفقًا لهازرا، تراجعت البوذية جزئيًا بسبب صعود البراهمة وتأثيرهم في العملية الاجتماعية السياسية.
أدى تفكك السلطة المركزية أيضًا إلى إضفاء الطابع الإقليمي على التدين والتنافس الديني. نشأت حركات ريفية وتعبّدية داخل الهندوسية، إلى جانب الشيفاوية، والفيشنوية، والبهاكتية، والتنترا، التي تنافست مع بعضها ومع العديد من طوائف البوذية واليانية. كان هذا التفتت في السلطة إلى ممالك إقطاعية ضارًا بالبوذية، إذ تحول الدعم الملكي نحو المجتمعات الأخرى وطوّر البراهمة علاقة قوية مع الولايات الهندية.
مع مرور الوقت، اتجهت السلالات الهندية الجديدة التي نشأت بعد القرنين السابع والثامن إلى دعم الفكر البراهماني والهندوسية، وكان هذا التحول حاسمًا. تشمل هذه السلالات الجديدة التي دعمت جميعها الهندوسية البراهمانية «كاركوتا وبراتيهارا في الشمال، وراشتراكوتا في الدكن، وبانديا وبالافا في الجنوب» (سلالة بالا هي الاستثناء الوحيد بينها). أحد أسباب هذا التحول هو أن البراهمة كانوا على استعداد وقادرين على المساعدة في الإدارة المحلية، وقدموا المستشارين والإداريين والكتبة. علاوة على ذلك، كانت لدى البراهمة أفكار واضحة حول المجتمع والقانون وأصول الحكم (ودرسوا نصوصًا مثل أرثاشاسترا ومانوسمريتي)، وكان بوسعهم أن يكونوا عمليين أكثر من البوذيين الذين كان دينهم مبنيًا على التخلي الرهباني ولم يعترف بوجود طبقة محاربين خاصة رُسمت إلهيًا لاستخدام العنف. كما يشير يوهانس برونخورست، يمكن للبوذيين تقديم نصيحة عملية «بعض الشيء» ردًا على نصيحة البراهمة، وغالبًا ما تتحدث النصوص البوذية بسوء عن الملوك والعائلة المالكة.